# Yakuza
Yakuza (japanisch ヤクザ, deutsch wörtlich „Acht-Neun-Drei“), auch als Gokudō (極道, deutsch wörtlich „extremer Weg“, sinngemäß „das Dō der Extreme“) von offiziellen Stellen Bōryokudan (暴力団, deutsch wörtlich „gewalttätige Gruppe[n]“) genannt, Eigenbezeichnung Ninkyō Dantai (任侠団体, 仁侠団体, deutsch wörtlich „ritterliche Organisation“) ist der Oberbegriff für japanische kriminelle Organisationen, deren Geschichte einige Jahrhunderte zurückreicht. Sie werden in verschiedene rivalisierende kumi (組, deutsch Banden, Gruppen) eingeteilt und die ausländische Presse bezeichnet sie manchmal auch zusammenfassend als „japanische Mafia“.

## Etymologie
Die Bezeichnung Ya-Ku-Za ist die dialektale Aussprache der Zahlenkombination „8-9-3“, welche im Kartenspiel Oicho-Kabu als wertlos gilt. Es wird mit dem Kartensatz Kabufuda gespielt, das dem Black Jack ähnelt. So gesehen betrachten sich die Yakuza mit einem gewissen Stolz als die „Wertlosen“ der Gesellschaft.

## Organisation

### Vor dem Erlass der Anti-Yakuza-Gesetze
Die Yakuza folgen einer strengen Hierarchie, sprechen einen eigenen Berufsjargon und verwenden unterschiedliche Kodizes in Form von Hausordnungen. Sie sind auf nahezu allen japanischen Inseln und im Ausland tätig. Traditionell sind sie in Thailand und Südkorea vertreten. Als bevorzugte Bastion im westlichen Ausland gelten Hawaii und auf dem US-amerikanischen Festland San Francisco. Besonders nach 1990 waren auch Yakuza-Aktivitäten in New York und Australien zu beobachten. Als Stützpunkte in Europa gelten Amsterdam und Paris.
Seit 1993 ist in Japan das sichtbare Bekenntnis zu einem kumi strafbar, was die modernen Yakuza in einigen Teilen des Landes immer mehr zur Arbeit im Untergrund zwingt. Trotzdem sind einige Gruppen und Banden unter nur sehr oberflächlichen Tarnungen immer noch mit Adressen und Telefonnummern in den Telefonbüchern Osakas und Tokios verzeichnet. Auch wenn sich in den letzten Jahren die vormals enge Beziehung zur Polizei und ihr allgemeines gesellschaftliches Ansehen verschlechtert haben, bilden die Yakuza nach wie vor eine einflussreiche Gemeinschaft innerhalb der japanischen Gesellschaft und haben ihre Bedeutung vor allem im Banken- und Immobiliengeschäft erhalten können.
Die patriarchalische Führungsfigur in einem Yakuza-Netzwerk ist der Oyabun (jap. Vater) oder Kumichō (jap. Bandenchef). Er entspricht in etwa dem „Paten“ im Mafia-Milieu. Einem Oyabun gegenüber ist sein Untergebener zu absolutem Gehorsam verpflichtet. Unter Yakuza gilt ein Oyabun auch als „einer, der über den Wolken lebt“, eine Metapher, die von westlichen Experten als Synonym für Unantastbarkeit interpretiert wird. Als niederes Glied innerhalb der Hierarchie gelten die Kobun, die Söhne. Dieses Prinzip wird über viele Stufen verschachtelt. Yakuza pflegen ein aufwändiges Aufnahmeritual, bei dem traditionelle Kleidung getragen wird und der zukünftige Kobun seinem Oyabun Treue und Loyalität bis in den Tod zu schwören hat. Die Notwendigkeit drakonischer Strafen gegen Geschäfte außerhalb der Strukturen und das damit verbundene Nicht-Abführen der Erlöse als „Mitgliedsbeiträge“ zeigt, dass die Bindungswirkung des Senioritätsprinzips nachlässt. Innerhalb der Organisationen kommt es häufig zu Konkurrenz und Machtkämpfen einzelner Machtzentren auf gleicher Stufe um die Gunst der übergeordneten Ebene.
Die Mitgliederschaft der Yakuza ist schwer einzuschätzen. Nach einer vielfach verbreiteten Aussage eines Offiziers der Public Security Intelligence Agency von 2009 seien die Mitglieder zu rund 60 Prozent Burakumin, Nachkommen der „Unreinen“ in der feudalen Epoche Japans. Etwa 30 % stammten demnach aus der koreanischen Minderheit und 10 % gehörten zu sonstigen Bevölkerungsgruppen. Diese Angaben werden bezweifelt und dienen dem politischen Ziel, die Kriminalität Außenseitern und Ausländern zuzuschieben. Beobachter stellen vielmehr fest, dass die Yakuza zwar in der Nachkriegszeit aus den unteren Schichten und Außenseitern bestand, seit den späteren Jahrzehnten aber Aussteiger der Mehrheitsgesellschaft die Mitgliedschaft bestimmen.
Rund die Hälfte der Yakuza gelten als jun-kōseiin (準構成員, dt. „Mitgliedsanwärter“), die außerhalb der Organisation leben und regulären Geschäften nachgehen, aber bei Bedarf von Fall zu Fall rekrutiert werden können.

### Nach der Verschärfung der gesetzlichen Strafverfolgung
Der Yakuza-Experte und ehemalige Autor der japanischen Tageszeitung Yomiuri Shinbun, Jake Adelstein, ist der Ansicht, dass den zahlreichen neuen Gesetzen, die Schutzgelderpressung und andere Aktivitäten der Yakuza illegal machten, ein Stimmungswandel vorausging. Noch 2009 hatte die Yamaguchi-gumi um die 40.000 Mitglieder und zeigte sich regelmäßig öffentlich in den von ihr kontrollierten Gebieten. Das ungenierte Auftreten auf Sportevents und in der Öffentlichkeit wurde zunehmend als Tabubruch und Provokation empfunden und die entsprechenden Restriktionen sorgten dafür, dass die vormals geduldete Yakuza sich neue Geschäftsfelder erschließen musste.
Die Mitgliedszahlen der Yakuza-gumis fallen seit den Gesetzen gegen Bankgeschäfte der kriminellen Gruppen aus dem Jahr 2011 rapide. Der Höchststand wurde 1963 registriert mit 184.100 Personen. Dann setzte über rund drei Jahrzehnte ein langsamer Rückgang ein. Von 1990 bis etwa 2010 wurde die Gesamtzahl der Yakuza stabil mit über 80.000 Menschen angegeben, bevor die staatliche Verfolgung einsetzte. 2013 wurde die Zahl nur noch auf 63.000 geschätzt, eine der kleineren Gruppen Kyūshū Seidō-kai löste sich 2013 unter dem Druck auf. 2015 fiel die Gesamtzahl aller Yakuza-Gumi erstmals unter 50.000. 2017 zählte die Nationale Polizeibehörde nach einer etwas anderen statistischen Erfassungsmethode nur noch unter 20.000 Vollmitglieder.
Mehr als 2000 Mitglieder hatten Stand 2016: die Yamaguchi-gumi (5200 Mitglieder), die Sumiyoshi-kai (3100), die 2015 von der Yamaguchi-gumi abgespaltene Kobe Yamaguchi-gumi (2600) und die Inagawa-kai (2500). Darüber hinaus sind 18 weitere Gruppen registriert.
Auch abgesehen von der polizeilichen Verfolgung haben die Gruppen Nachwuchsprobleme, da in der alternden japanischen Gesellschaft mit behüteten Jugendlichen kaum mehr Interesse junger Leute an den Yakuza-Strukturen und den harschen Bedingungen für Neueinsteiger auf den untersten Ebenen besteht. Der Dokumentarfilm Young Yakuza aus dem Jahr 2007 begleitete einen 20-Jährigen bei seinem Eintritt in die Yakuza.

## Geschichte

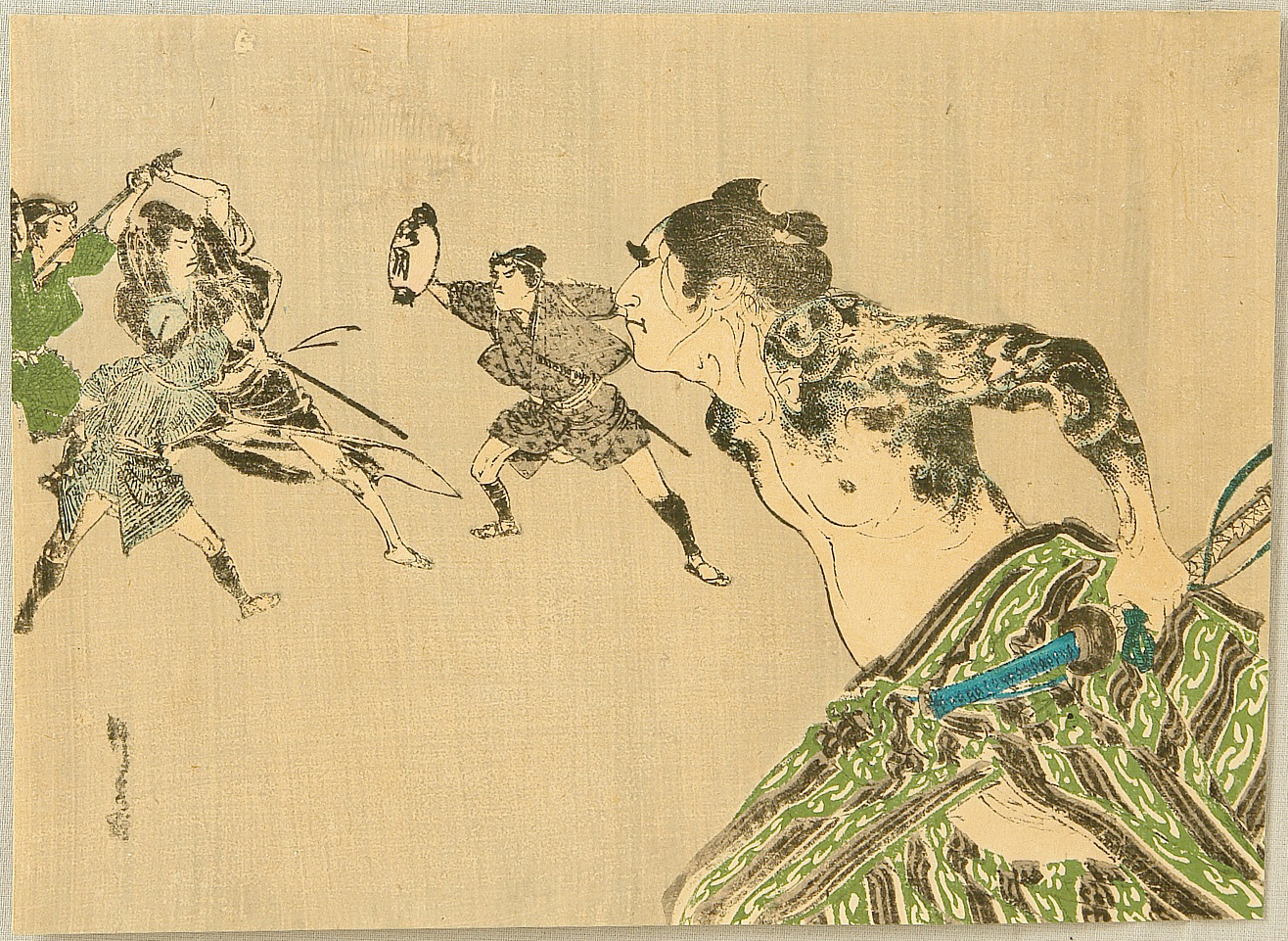
Suzuki Kinsen, ca. 1900: Ein Yakuza mit einem Drachentattoo rennt, um seinem Kameraden zu helfen, der gegen die Polizei kämpft.

Die Yakuza berufen sich auf eine Abstammung von den Glücksspielsyndikaten (博徒, bakuto) der Edo-Periode (etwa 1600 bis 1868). Die damaligen Yakuza bestanden fast ausnahmslos aus Menschen von „niederer Geburt“, also Angehörigen der Stände der Bauern und Handwerker, hauptsächlich jedoch der Kaufleute. Hatte man als solcher sein Land oder Geschäft durch Glücksspiel, Naturkatastrophen oder plündernde Rōnin verloren oder kam als Flüchtling vor Unruhen oder Strafverfolgung mittellos in eine neue Stadt, blieb einem nicht viel anderes übrig, als bei der Yakuza anzufragen. Diese gab einem dann eine Unterkunft und Arbeit; nicht selten zogen allein Geborgenheit innerhalb der Familienstruktur sowie Abenteuerlust und Hoffnung auf Respekt und Anerkennung unter der ländlichen Bevölkerung auch Freiwillige in die Dienste der Yakuza. Alle Polizeikräfte dagegen kamen damals aus dem Stand der Samurai, die durch die so genannte pax Tokugawa keine kriegerische Beschäftigung mehr hatten und sich auf den Schutz der öffentlichen Sicherheit konzentrierten. So entstand oft ein spannungsgeladenes Verhältnis zwischen den beiden Parteien, und die Yakuza wurden oft von den bushi als Möchtegern-Samurai ohne Ehrung des Bushidō herablassend behandelt. Trotzdem war ein Interessenkonflikt nicht unvermeidbar, und die Radikalität der verschiedenen kumi unterschied sich von Ort zu Ort stark, so gab es auch in wenigen Fällen Kooperation zwischen den beiden Gruppierungen, wenn es um Gemeindepolitik und um Anliegen der Bürger ging. Die Yakuza leitet daraus ein Robin-Hood-Image ab.
Relevanten Einfluss auf die japanische Gesellschaft erlangte die Yakuza erst wieder in den Zeiten der Unruhe am Anfang der Shōwa-Zeit ab 1926 und bis zum Zweiten Weltkrieg sowie insbesondere nach der japanischen Niederlage ab 1945. Zu dieser Zeit entstanden die Strukturen der modernen Yakuza. Sie organisierte den Schmuggel und Schwarzhandel und schuf extra-legale Methoden zur Durchsetzung legaler und illegaler Ansprüche, als die staatliche Justiz und Polizei die legalen Strukturen nicht mehr aufrechterhalten konnte. Nach dem Ende der Besatzungszeit und der Anerkennung Japans als souveräner Staat 1952 im Friedensvertrag von San Francisco folgte der Wiederaufbau der Wirtschaft und der staatlichen Strukturen. Die Yakuza reagierte auf den Wandel mit dem Aufbau eigener wirtschaftlicher Aktivitäten, insbesondere im Glücksspiel und der Bauwirtschaft. Die verschiedenen Banden konkurrierten und gerieten in Konflikte, die als blutige Bandenkriege um Einflussgebiete geführt wurden. Mitte der 1960er Jahre führte die Gewalt erstmals zu Verfolgungsdruck des Staates, der wiederum die Konzentration der Macht in den bis heute vorherrschenden drei Gruppen Yamaguchi-gumi, Sumiyoshi-kai und Inagawa-kai beschleunigte.
Die Rezession der 1970er Jahre und die folgende Blasenökonomie der 1980er nutzte die Yakuza zum Einstieg in die Finanzbranche. Schutzgelderpressung börsennotierter Aktiengesellschaften unter dem Druck langdauernder und kostspieliger Einsprüche und Klagen von Kleinaktionären gegen Rechnungsabschlüsse und Geschäftsmethoden wurden ebenso zum Mittel der organisierten Kriminalität, wie die aufkommende Containerschifffahrt den Schmuggel beflügelte. Ebenfalls in die 1980er Jahre fiel ein Generationswechsel in allen großen Syndikaten, insbesondere in der Yamaguchi-gumi wurde dieser bis Ende des Jahrzehnts blutig ausgetragen und führte zu erhöhtem Druck von Polizei, Politik und Öffentlichkeit auf die Gruppen.
Bis zum Inkrafttreten des Bōryokudan-Gesetzes im März 1992 waren die verschiedenen Banden großteils in legalen Strukturen organisiert. Mit dem Gesetz wurden alle als „gewalttätig“ bezeichneten Gruppen unter Druck gesetzt. Mitgliedschaft wurde nicht illegal, aber die sichtbare Betätigung wurde mit drastischen Strafen belegt. Die Yakuza-Organisationen gingen in den Untergrund. Dies und der wirtschaftliche Abschwung Japans in den 1990er Jahren schädigte den Einfluss und die Einnahmen, worauf die Banden ihre Methoden wiederum anpassen mussten.
2004 entschied der Oberste Gerichtshof, dass der damalige oberste Führer der Yamaguchi-gumi nach den allgemeinen Grundsätzen des Gewerberechts für Handlungen seiner Untergebenen haftbar gemacht werden kann. Im konkreten Fall wurde er zu einer geringen Geldbuße verurteilt. Die Folge war jedoch, dass in allen Organisationen der nach außen sichtbare Druck und die Gewalt massiv reduziert wurden, was seinerseits das Potenzial für Erpressungen minderte.
Seit Oktober 2011 ist jegliche finanzielle Zusammenarbeit mit Yakuza-Gruppen unzulässig, alle japanischen Banken und viele andere Unternehmen haben Ausschluss-Klauseln in ihre Geschäftsbedingungen aufgenommen. In der Folge wird es für Mitglieder zunehmend schwieriger, Konten zu unterhalten oder auch eine Wohnung zu mieten. 2013 ging die japanische Finanzaufsicht gegen die Mizuho Financial Group vor, weil sie ihre Geschäftspartner nicht ausreichend überprüft und so Transaktionen für Yakuza-Mitglieder abgewickelt hat.
Ende 2015 wurde der oberste Leiter der Sumiyoshi-kai wegen Wahlbetrugs zu einer Bewährungsstrafe von einem Jahr verurteilt. Auch die Gesetze über Finanztransaktionen von Gang-Mitgliedern werden schärfer angewendet, ein hochrangiger Leiter der Osaka-Yamaguchi-gumi wurde 2016 beschuldigt, ein Auto gekauft und im Vertragsformular seine Gang-Mitgliedschaft nicht angegeben zu haben.

## Gegenwart
Wie bei allen Mafia-Organisationen ist die zentrale Rolle der japanischen Yakuza die eines „Dienstleisters“ in der und für die Gesellschaft. Ihre Kunden nehmen den Schutz der Mafia in Anspruch, weil sie entweder von der staatlichen Gewalt diskriminiert werden oder weil sie in der Illegalität tätig sind und die staatliche Gewalt sie nicht schützt. Die Yakuza erfüllt diese Funktion für die japanische Gesellschaft. Traditionell ist die Yakuza in die Glücksspiel- und Unterhaltungsindustrie involviert, heute zunehmend auch in anderen Bereichen. Die moderne Yakuza hat ihren Wirkungskreis bis hin zur Einflussnahme auf Finanzmärkte und politische Korruption ausgedehnt. Sie hat auch bereits versucht, Einfluss auf politische Wahlen zu nehmen, indem Kandidaten zunächst finanziell oder mit „Dienstleistungen“ unterstützt wurden, wofür nach der Wahl Gegenleistungen fällig werden sollen.
Daneben betreibt die Yakuza weiterhin Schutz für „traditionelle“ Mafia-Aktivitäten wie Prostitution und Menschenhandel sowie legales (Pachinko) und illegales Glücksspiel. Zunehmend auch für Drogenhandel, der teilweise durch Yakuza selbst betrieben wird, obwohl mehrere große Gruppen ihren Mitgliedern die Beteiligung an Drogengeschäften verbieten. Ein Schwerpunkt sind legale und illegale Inkasso-Geschäfte, weil die japanische Rechtsordnung Privatleuten und Unternehmen nur unzureichende Verfahren zur Durchsetzung von Geld-Forderungen bietet. Dazu kommen Kreditvergabe (zu überhöhten Zinsen) und teils komplizierte Verschleierungen von Vermögenswerten und Geldwäsche im Vorfeld einer Insolvenz. Erheblichen Sachverstand erfordert es auch, das extrem unflexible japanische Aktienrecht gegen ein Unternehmen in Stellung zu bringen und Schwierigkeiten durch Kleinaktionäre zu inszenieren oder zumindest anzudrohen. Ähnliche Methoden können auch im Immobilienrecht angewandt werden, indem mit Sperrgrundstücken gegen große Bauvorhaben gedroht wird.
In der an Konsens orientierten und konfliktscheuen japanischen Geschäftswelt können auch fiktive soziale Bewegungen, die unbegründete Forderungen erheben, für Unternehmen und deren Ansehen eine große Belastung darstellen. Zu den Methoden der Yakuza gehört es daher, im Auftrag von Unternehmen kleinste Demonstrationen oder auch nur die Drohung damit gegen Konkurrenten des Auftraggebers zu inszenieren. Häufig handelt es sich dabei um das plötzliche, lautstarke Auftreten bekannter rechtsextremer Splittergruppen. Schon deren Anwesenheit im öffentlichen Raum vor einem Geschäftsgebäude kann das Ansehen eines Unternehmens gefährden. Relativ neu ist die Vermittlung von illegalen Arbeitskräften, insbesondere Ausländern ohne Aufenthaltserlaubnis. Zudem steigt die Beteiligung der Yakuza an Betrugsdelikten, mit denen Senioren um ihre Ersparnisse gebracht werden.
Abgewickelt werden die Schutzgeldzahlungen an Yakuza beispielsweise bei vielen Hotels und Restaurants verdeckt über den Wäschedienst der japanischen Erfrischungstücher Oshibori. In der Finanzwirtschaft werden nutzlose Wirtschaftsnachrichten teuer verkauft, um so die Schutzgelder einzuziehen.
Mit dem Verbot des offenen Auftretens der Yakuza milderte sich das auffallende und herausfordernde Verhalten der Yakuza-Gruppen. Die ehemaligen offiziellen Büros firmieren jetzt als Kredit- oder Arbeitskräftevermittlungen u. ä. Selbst in Japan verschwimmen die Begriffe, die organisierte Kriminalität beschreiben. Offizielle japanische Stellen benutzen den Ausdruck Bōryokudan (gewalttätige Gruppen), jedoch gilt bei den Yakuza Gewalt als Ultima Ratio. Der weitaus größte Teil der alltäglichen legalen Geschäfte, wie Kreditvergabe oder Arbeitskräftevermittlung, und der illegalen, wie Prostitution, Glücksspiel oder Erpressung, läuft immer ohne sichtbare Gewalt ab.
Im Januar 1993 konnte sich ein Kumi auf einer Pressekonferenz bei den Einwohnern Osakas ganz öffentlich für gewisse Unannehmlichkeiten während eines Führungskrieges entschuldigen. 2014 veröffentlichte die größte Yakuza-Organisation eine Website, auf der sie ihren positiven Einfluss für die Katastrophenhilfe nach den letzten Erdbeben und Tsunamis hervorhebt und sich als Kämpfer gegen den Drogenhandel darstellt.
Nach der Nuklearkatastrophe von Fukushima gab es Vorwürfe, Festnahmen und Geständnisse zu groß angelegtem Betrug mit Ausgleichszahlungen für Bewohner der Sperrzone.
Die größte Gruppierung ist weiterhin die Yamaguchi-gumi. Zwischen den 1980er und den 2000er Jahren hatte sie weitgehend stabil rund um 20.000 „Mitarbeiter“ und einen Anteil von etwa 20 % an den jährlichen Einnahmen aller Yakuza. Sie drang 2005 erstmals in den bislang den beiden anderen großen Syndikaten gehörenden Ballungsraum Tokyo vor, als sie eine lokale Organisation im Ginza-Viertel übernahm. Dies führte zu mehrjährigen Spannungen zwischen den Banden.
Unter dem steigenden Verfolgungsdruck durch Polizei und Gerichte sank die Mitgliederzahl ab 2010 rapide.
Im September 2015 spaltete sich der Arm in Kobe von der Yamaguchi-gumi ab und mehrere Mitglieder sagten gegenüber der Polizei aus. Als Grund gelten die finanziellen Forderungen der Führungsspitze, die die sinkende Leistungsfähigkeit der unteren Ebenen überforderten. Als die örtliche Leitung in Kobe die Mutterorganisation verließ, gingen etwa 6100 Mitglieder nicht nur aus Kobe, sondern aus 36 Präfekturen mit. Im Zuge der Abspaltung kam es zu Tötungsdelikten und Unruhen in der Öffentlichkeit. Im April 2017 spaltete sich die aus Kobe geführte Gruppe erneut, alle drei Organisationen verloren im Zuge der Abspaltungen an Mitgliedern und Bedeutung. Anfang 2018 hatte die Yamaguchi-gumi noch 5200 Mitglieder, die Kobe-Yamaguchi zählte 2600 Personen und die neueste Gruppe, die sich Ninkyo-Yamaguchi nennt, etwa 460 Mitglieder.

## Kennzeichen

### Tätowierungen

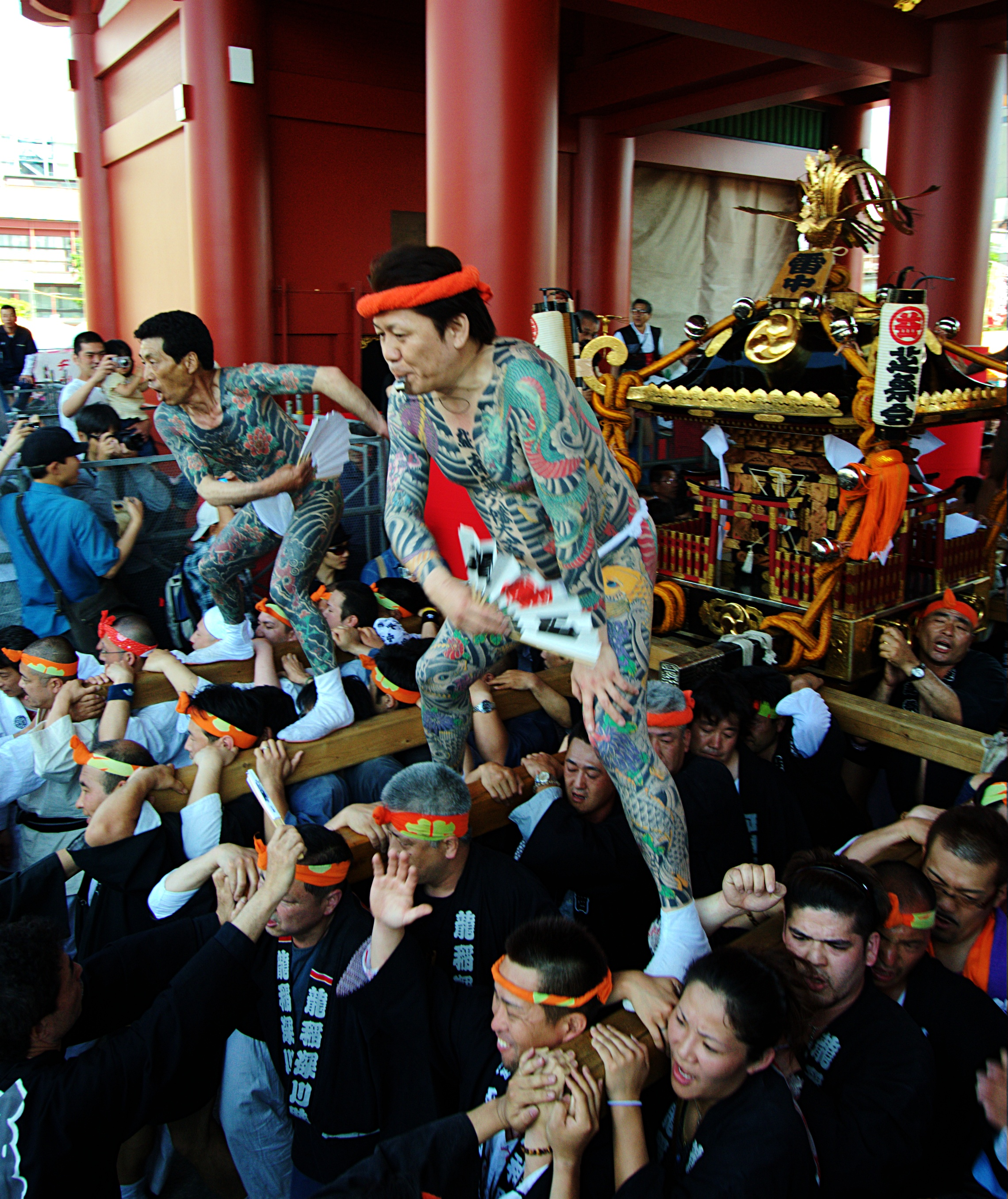
Tätowierte Yakuza – Sanja Matsuri, Asakusa Tokio 2007

Yakuza verwenden seit hunderten von Jahren großflächige Tätowierungen als Ausdruck der Gruppenzugehörigkeit, aber auch um sich als ranghöheres Individuum zu kennzeichnen. Nicht selten gaben sich Bauern und Handwerker bei ihrem Eintritt in die Yakuza neue und kriegerisch klingende Namen wie Tiger und Kranich, neun Drachen, tobender Sturm usw., die sie dann in dieser Form auf Rücken oder Brust bildlich darstellen ließen. Zusätzlich wurden oft noch ausschweifende und künstlerische Verzierungen angebracht, nicht selten wurde alles bis auf Kopf, Hände, Füße und Genitalbereich mit Mustern versehen. Tatsächlich aber verliert die Tätowierung bei den Yakuza an Bedeutung, seit die Organisationen offiziell verboten wurden.
In Japan ist den Trägern von Yakuza-Tätowierungen der Zutritt zu traditionellen, öffentlichen Badehäusern meist untersagt.

### Amputierte Fingerglieder
Wenn ein Angehöriger der Yakuza einen Fehler beging, der zu einem Gesichtsverlust führte, so konnte er diesen tilgen, indem er sich selbst ein Fingerglied mit einem Tantō (Kurzschwert) oder mit Hammer und Meißel abtrennte. In der Regel wurde dabei mit der linken Hand und mit dem ersten Glied des kleinen Fingers begonnen. Diese rituelle Verstümmelung, genannt Yubitsume, stammt ebenfalls noch aus der Zeit der Samurai. Mit jedem verlorenen Fingerglied lag das Schwert schlechter in der Hand – und mit dem Verlust der letzten Fingerkuppe war das Führen eines Schwertes nicht mehr möglich. 
Yubitsume wird mittlerweile immer seltener praktiziert und ist mittlerweile zunehmend durch Strafzahlungen ersetzt worden.
Altgedienten Yakuza fehlen dennoch oft einige Fingerkuppen. Diese lassen sie nicht nur aus ästhetischen Gründen durch individuell gefertigte Fingerprothesen ersetzen, sondern auch, um in der Öffentlichkeit nicht aufzufallen. Entsprechende Prothesen aus Wachs werden maßgefertigt und ermöglichen dem Träger ein diskretes Auftreten in der Öffentlichkeit.

## Yakuza in den Medien
Die ungewöhnliche Rolle, die die Yakuza in der japanischen Gesellschaft spielt, zeigt sich am Bild in den Medien. So gibt es Fachzeitschriften, die sich ausschließlich mit den Yakuza-Gruppen beschäftigen. Diese verbreiten in der Regel das Selbstbild der Organisationen und berichten über Personalien und Entwicklungen der japanischen organisierten Kriminalität wie über eine andere Branche. 2013 reagierte die Yamaguchi-gumi auf den Druck der neuen Gesetzgebung mit einer einmaligen Ausgabe einer internen Zeitschrift für alle Mitglieder. Das Heft stellte einerseits den Ehrenkodex der Bande dar und wurde durch ein Editorial des Oberhaupts eingeleitet. Andererseits enthielt es eine Unterhaltungsrubrik mit Freizeittipps, Lyrik und Go-Rätseln.
Einen besonderen Stellenwert hat der Yakuza-Film. Nach dem Zweiten Weltkrieg entstanden in den Tōei-Studios Gangsterfilme mit eher eindimensionalen Plots, die in der Zeit zwischen 1890 und 1930 angesiedelt sind. Darin begehen an sich ehrenwerte Yakuza nur deshalb Verbrechen, weil z. B. korrupte Gang-Kollegen deren Treue gegenüber dem Yakuza-Ehrenkodex ausnutzen. In den Streifen wird diese Treue als absolute Tugend dargestellt, die „guten Yakuza“ besiegen am Ende die „bösen Yakuza“ und stellen die althergebrachte Werteordnung wieder her. Die jungen Filmemacher Junya Sato und Kinji Fukasaku revolutionierten das Genre ab den 1960er-Jahren. Ihre Yakuza-Filme für Tōei sind in Bezug auf Handlung und Stil realistischer und gewalttätiger und werden mit Werken des New Hollywood verglichen. Hier werden Yakuza als korrupt und gierig dargestellt, die Filmhelden sind gestörte Einzelgänger, es gibt kein klar definiertes Gut und Böse mehr. Ab den 1980er-Jahren flaute das Publikumsinteresse an Yakuza-Filmen in Japan ab.
In den 1990er-Jahren machte Takeshi Kitano den Yakuza-Film durch Regie-Arbeiten wie Sonatine in Europa bekannt. In Japan wurden die Gangsterfilme des dort als Medienfigur omnipräsenten Kitano nur am Rande wahrgenommen. Ab 2010 ergänzte Kitano das Genre mit den Filmen seiner Outrage-Trilogie.

## „Designierte gewalttätige Gruppen“
Am 15. Mai 1991 wurde von der Regierung das „Gesetz über die Verhinderung usw. von Straftaten durch Mitglieder gewalttätiger Gruppen“ (暴力団員による不当な行為の防止等に関する法律, bōryoku dan’in ni yoru futō na kōi no bōshi-tō ni kan suru hōritsu) verkündet, das den Begriff shitei bōryokudan (指定暴力団) – „designierte gewalttätige Gruppen“ – verwendete, womit größere Yakuza-Banden gemeint werden.
Die zehn größten Gruppen im Jahr 2016 waren:
| Mon | Name                | Japanisch  | Gemeldeter Hauptsitz       | Präfektur | Mitglieder |
| --- | ------------------- | ---------- | -------------------------- | --------- | ---------- |
|     | Yamaguchi-gumi      | 山口組     | Kōbe (Insel Awaji)         | Hyōgo     | 5200       |
|     | Sumiyoshi-kai       | 住吉会     | Akasaka, Minato-ku, Tokio  | Tokio     | 3100       |
|     | Kobe Yamaguchi-gumi | 神戸山口組 | Kobe (Stadt)               | Hyōgo     | 2600       |
|     | Inagawa-kai         | 稲川会     | Roppongi, Minato-ku, Tokio | Tokio     | 2500       |
|     | Matsuba-kai         | 松葉会     | Taitō-ku, Tokio            | Tokio     | 650        |
|     | Kyokutō-kai         | 極東会     | Toshima-ku, Tokio          | Tokio     | 590        |
|     | Dōjin-kai           | 道仁会     | Kurume                     | Fukuoka   | 540        |
|     | Gōda-ikka           | 合田一家   | Shimonoseki                | Yamaguchi | 420        |
|     | Kyokuryū-kai        | 旭琉会     | Okinawa                    | Okinawa   | 360        |
|     | Namikawa-kai 3      | 浪川会     | Fukuoka                    | Fukuoka   | 240        |

Zum Vergleich die Zahlen von 2009:
| Mon | Name                 | Japanisch  | Generation  | Gemeldeter Hauptsitz       | Präfektur | Aktiv in … 1 | Mitglieder 2 | Listung       |
| --- | -------------------- | ---------- | ----------- | -------------------------- | --------- | ------------ | ------------ | ------------- |
|     | Yamaguchi-gumi       | 山口組     | #6 – 六代目 | Kōbe                       | Hyōgo     | 45           | 20.300       | 23. Juni 1992 |
|     | Inagawa-kai          | 稲川会     | –           | Roppongi, Minato-ku, Tokio | Tokio     | 21           | 4.800        | 23. Juni 1992 |
|     | Sumiyoshi-kai        | 住吉会     | –           | Akasaka, Minato-ku, Tokio  | Tokio     | 18           | 6.100        | 23. Juni 1992 |
|     | Kudō-kai             | 工藤會     | #4 – 四代目 | Kitakyūshū                 | Fukuoka   | 5            | 770          | 26. Juni 1992 |
|     | Kyokuryū-kai         | 旭琉会     | #3 – 三代目 | Naha                       | Okinawa   | 1            | 260          | 26. Juni 1992 |
|     | Okinawa Kyokuryū-kai | 沖縄旭琉会 | –           | Naha                       | Okinawa   | 1            | 370          | 26. Juni 1992 |
|     | Aizu Kotetsu-kai     | 会津小鉄会 | #5 – 五代目 | Shimogyō-ku, Kyōto         | Kyōto     | 3            | 660          | 27. Juli 1992 |
|     | Kyōsei-kai           | 共政会     | #5 – 五代目 | Hiroshima                  | Hiroshima | 1            | 330          | 27. Juli 1992 |
|     | Gōda-ikka            | 合田一家   | #6 – 六代目 | Shimonoseki                | Yamaguchi | 3            | 180          | 27. Juli 1992 |
|     | Kozakura-ikka        | 小桜一家   | #4 – 四代目 | Kagoshima                  | Kagoshima | 1            | 100          | 27. Juli 1992 |
|     | Asano-gumi           | 浅野組     | #3 – 三代目 | Kasaoka                    | Okayama   | 2            | 140          | 14. Dez. 1992 |
|     | Dōjin-kai            | 道仁会     | –           | Kurume                     | Fukuoka   | 4            | 790          | 14. Dez. 1992 |
|     | Shinwa-kai           | 親和会     | #2 – 二代目 | Takamatsu                  | Kagawa    | 1            | 70           | 16. Dez. 1992 |
|     | Sōai-kai             | 双愛会     | –           | Ichihara                   | Chiba     | 2            | 270          | 24. Dez. 1992 |
|     | Kyōdō-kai            | 俠道会     | #3 – 三代目 | Onomichi                   | Hiroshima | 6            | 190          | 4. März 1993  |
|     | Taishū-kai           | 太州会     | –           | Tagawa                     | Fukuoka   | 1            | 190          | 4. März 1993  |
|     | Sakaume-gumi         | 酒梅組     | #7 – 七代目 | Nishinari-ku, Ōsaka        | Ōsaka     | 2            | 120          | 26. Mai 1993  |
|     | Kyokutō-kai          | 極東会     | –           | Toshima-ku, Tokio          | Tokio     | 15           | 1200         | 21. Juli 1993 |
|     | Azuma-gumi           | 東組       | –           | Nishinari-ku, Ōsaka        | Osaka     | 1            | 160          | 4. Aug. 1993  |
|     | Matsuba-kai          | 松葉会     | –           | Taitō-ku, Tokio            | Tokio     | 10           | 1200         | 10. Feb. 1994 |
|     | Fukuhaku-kai         | 福博会     | #3 – 三代目 | Fukuoka                    | Fukuoka   | 4            | 330          | 10. Feb. 2000 |

Eine der kleineren Gruppen löste sich 2013 unter dem Druck der Strafverfolgung auf, wobei neuorganisierte Strukturen seit etwa 2016 als Namikawamutsu-kai 浪川睦会 wieder aktiv sind.
| Mon | Name             | Japanisch  | Generation  | Gemeldeter Hauptsitz | Präfektur | Aktiv in ... 1 | Mitglieder 2 | Listung       | Auflösung |
| --- | ---------------- | ---------- | ----------- | -------------------- | --------- | -------------- | ------------ | ------------- | --------- |
|     | Kyūshū Seidō-kai | 九州誠道会 | #2 – 二代目 | Ōmuta                | Fukuoka   | 5              | 350          | 28. Feb. 2008 | 2013      |

Anmerkung

## Dokumentarfilme
- Yakuza – Japans Mafia – Das Erbe. (1/2) (Originaltitel: Yakuza – L’héritage.) TV-Dokumentation von Michaël Prazan, Frankreich 2023 für Arte France; deutsche Synchronfassung 2024 für arte (auf youtube.com, 51 min 4 s).
- Yakuza – Japans Mafia – Die Gewalt. (2/2) (Originaltitel: Yakuza – La violence.) TV-Dokumentation von Michaël Prazan, Frankreich 2023 für Arte France; deutsche Synchronfassung 2024 für arte (auf youtube.com, 52 min 45 s).